# غل غلاب (ميانة)
غل غلاب هي قرية في مقاطعة ميانة، إيران. يقدر عدد سكانها بـ 48 نسمة بحسب إحصاء 2016.